# Plosorejo (Randublatung)
Plosorejo is een bestuurslaag in het regentschap Blora van de provincie Midden-Java, Indonesië. Plosorejo telt 4118 inwoners (volkstelling 2010).